# Saison 2009-2010 de la MHL
Saison suivante
La saison 2009-2010 est la première saison de la Molodiojnaïa Hokkeïnaïa Liga (désignée par le sigle MHL), le championnat des équipes juniors de la KHL.
Les Stalnye Lissy (Metallourg Magnitogorsk) remportent les séries éliminatoires et décrochent la Coupe Kharlamov en battant les Kouznetskie Medvedi (Metallourg Novokounetsk) trois victoires à une en finale le 26 avril 2010.

## Saison régulière

### Classement
| Division Ouest       | PJ | V  | VP | VF | D  | DP | DF | BP  | BC  | Pts |
| -------------------- | -- | -- | -- | -- | -- | -- | -- | --- | --- | --- |
| MHK Krylia Sovetov   | 66 | 33 | 4  | 4  | 21 | 0  | 4  | 228 | 163 | 119 |
| Loko                 | 66 | 30 | 2  | 8  | 18 | 2  | 6  | 205 | 164 | 118 |
| SKA-1976             | 66 | 33 | 3  | 3  | 22 | 1  | 4  | 203 | 163 | 116 |
| Krasnaïa Armia       | 66 | 31 | 4  | 5  | 23 | 1  | 2  | 287 | 220 | 114 |
| Cherif               | 66 | 30 | 1  | 4  | 24 | 2  | 5  | 188 | 188 | 107 |
| MHK Dinamo           | 66 | 29 | 1  | 4  | 26 | 4  | 2  | 224 | 215 | 103 |
| Almaz                | 66 | 28 | 2  | 3  | 24 | 3  | 6  | 238 | 239 | 103 |
| Rousskie Vitiazi     | 66 | 29 | 0  | 3  | 26 | 3  | 5  | 237 | 242 | 101 |
| MHK Spartak          | 66 | 28 | 3  | 1  | 31 | 1  | 2  | 243 | 243 | 95  |
| Tchaïka              | 66 | 23 | 2  | 6  | 26 | 5  | 4  | 181 | 199 | 94  |
| Atlanty Mytichinskie | 66 | 19 | 1  | 5  | 35 | 2  | 4  | 209 | 259 | 75  |
| Feniks               | 66 | 11 | 1  | 2  | 48 | 0  | 4  | 157 | 305 | 43  |

| Division Est        | PJ | V  | VP | VF | D  | DP | DF | BP  | BC  | Pts |
| ------------------- | -- | -- | -- | -- | -- | -- | -- | --- | --- | --- |
| Stalnye Lissy       | 54 | 41 | 2  | 2  | 5  | 0  | 4  | 258 | 119 | 135 |
| Tolpar              | 54 | 34 | 2  | 3  | 14 | 0  | 1  | 221 | 131 | 113 |
| Avto                | 54 | 33 | 0  | 2  | 15 | 1  | 3  | 202 | 163 | 107 |
| Reaktor             | 54 | 28 | 1  | 2  | 19 | 1  | 3  | 192 | 189 | 94  |
| Bars                | 54 | 21 | 3  | 6  | 21 | 2  | 1  | 150 | 144 | 84  |
| Omskie Iastreby     | 54 | 17 | 0  | 4  | 25 | 4  | 4  | 129 | 163 | 67  |
| Belye Medvedi       | 54 | 17 | 3  | 2  | 31 | 1  | 0  | 124 | 166 | 62  |
| Kouznetskie Medvedi | 54 | 17 | 1  | 2  | 32 | 0  | 2  | 175 | 194 | 59  |
| Sibirskie Snaïpery  | 54 | 12 | 1  | 2  | 33 | 1  | 5  | 135 | 211 | 48  |
| Ladia               | 54 | 11 | 0  | 1  | 36 | 3  | 3  | 125 | 231 | 41  |

- Équipe vainqueur de la saison régulière
- Équipe qualifiée pour la Coupe Kharlamov
- Équipe ayant terminé la saison

### Meilleurs pointeurs
| Joueur                 | Équipe         | PJ | B  | A  | Pts | Pun |
| ---------------------- | -------------- | -- | -- | -- | --- | --- |
| Aïrat Ziazov           | Reaktor        | 52 | 35 | 45 | 83  | 106 |
| Danil Kaskov           | Avto           | 52 | 29 | 49 | 78  | 67  |
| Iaroslav Alchevski     | Reaktor        | 45 | 29 | 45 | 74  | 81  |
| Fiodor Malykhine       | Avto           | 54 | 42 | 30 | 72  | 60  |
| Filipp Tolouzakov      | MHK Spartak    | 57 | 39 | 32 | 71  | 59  |
| Stanislav Alchevski    | Reaktor        | 51 | 35 | 34 | 71  | 59  |
| Marat Ouraktcheïev     | Krasnaïa Armia | 66 | 20 | 48 | 68  | 36  |
| Iaroslav Gorbatchenko  | SKA-1946       | 66 | 17 | 49 | 66  | 28  |
| Aleksandr Tortcheniouk | Krasnaïa Armia | 62 | 30 | 35 | 65  | 44  |
| Mikhaïl Plotnikov      | Krasnaïa Armia | 66 | 34 | 28 | 62  | 36  |

### Meneurs
| Paramètre évalué | Vainqueur                               | Deuxième                                 | Troisième                                |
| Buts             | 42, Fiodor Malykhine Avto               | 39, Filipp Tolouzakov MHK Spartak        | 38, Aïrat Ziazov Reaktor                 |
| Assistances      | 49, Danil Kaskov Avto                   | 49, Iaroslav Gorbatchenko Krasnaïa Armia | 48, Marat Ouraktcheïev Atlant Mytichtchi |
| +/-              | 44, Sergueï Terechtchenko Stalnye Lissy | 42, Iaroslav Khabarov Stalnye Lissy      | 41, Stepan Filonov Stalnye Lissy         |
| Pénalités        | 248, Nikita Selioukov Rousskie Vitiazi  | 200, Ivan Larine Rousskie Vitiazi        | 167, Igor Ojiganov Krasnaïa Armia        |
| MOY              | 1,79, Dmitri Volochine Stalnye Lissy    | 2,10, Nikita Lojkine Loko                | 2,12, Ievgueni Ivannikov SKA-1946        |
| ARR%             | 92,5, Dmitri Volochine Stalnye Lissy    | 91,9, Roman Smiriaguine Krylia Sovetov   | 91,8, Emil Garipov Bars                  |
| ---------------- | --------------------------------------- | ---------------------------------------- | ---------------------------------------- |

## Coupe Kharlamov
|  | Huitièmes de finale | Huitièmes de finale |                     |                        | Quarts de finale       | Quarts de finale |  |  | Demi-finales | Demi-finales |  |  | Finale | Finale |
|  | Huitièmes de finale | Huitièmes de finale |                     |                        | Quarts de finale       | Quarts de finale |  |  | Demi-finales | Demi-finales |  |  | Finale | Finale |
|  |                     |                     |                     |                        |                        |                  |  |  |              |              |  |  |        |        |
|  |                     |                     |                     |                        |                        |                  |  |  |              |              |  |  |        |        |
|  |                     |                     |                     |                        |                        |                  |  |  |              |              |  |  |        |        |
|  | Stalnye Lissy       | 3                   |                     |                        |                        |                  |  |  |              |              |  |  |        |        |
|  | Stalnye Lissy       | 3                   |                     |                        |                        |                  |  |  |              |              |  |  |        |        |
|  | Rousskie Vitiazi    | 0                   |                     |                        |                        |                  |  |  |              |              |  |  |        |        |
|  | Rousskie Vitiazi    | 0                   | Stalnye Lissy       | 3                      |                        |                  |  |  |              |              |  |  |        |        |
|  |                     |                     | Stalnye Lissy       | 3                      |                        |                  |  |  |              |              |  |  |        |        |
|  |                     | Bars                | 1                   |                        |                        |                  |  |  |              |              |  |  |        |        |
|  | Krasnaïa Armia      | Bars                | 1                   | 2                      |                        |                  |  |  |              |              |  |  |        |        |
|  | Krasnaïa Armia      |                     |                     | 2                      |                        |                  |  |  |              |              |  |  |        |        |
|  | Bars                | 3                   |                     |                        |                        |                  |  |  |              |              |  |  |        |        |
|  | Bars                | 3                   | Stalnye Lissy       | 3                      |                        |                  |  |  |              |              |  |  |        |        |
|  |                     |                     | Stalnye Lissy       | 3                      |                        |                  |  |  |              |              |  |  |        |        |
|  |                     | Belye Medvedi       | 1                   |                        |                        |                  |  |  |              |              |  |  |        |        |
|  | Loko                | Belye Medvedi       | 1                   | 1                      |                        |                  |  |  |              |              |  |  |        |        |
|  | Loko                |                     |                     | 1                      |                        |                  |  |  |              |              |  |  |        |        |
|  | Belye Medvedi       | 3                   |                     |                        |                        |                  |  |  |              |              |  |  |        |        |
|  | Belye Medvedi       | 3                   | Belye Medvedi       | 3                      |                        |                  |  |  |              |              |  |  |        |        |
|  |                     |                     | Belye Medvedi       | 3                      |                        |                  |  |  |              |              |  |  |        |        |
|  |                     | Avto                | 1                   |                        |                        |                  |  |  |              |              |  |  |        |        |
|  | Avto                | Avto                | 1                   | 3                      |                        |                  |  |  |              |              |  |  |        |        |
|  | Avto                |                     |                     | 3                      |                        |                  |  |  |              |              |  |  |        |        |
|  | MHK Dinamo          | 0                   |                     |                        |                        |                  |  |  |              |              |  |  |        |        |
|  | MHK Dinamo          | 0                   | Stalnye Lissy       | 3                      |                        |                  |  |  |              |              |  |  |        |        |
|  |                     |                     | Stalnye Lissy       | 3                      |                        |                  |  |  |              |              |  |  |        |        |
|  |                     | Kouznetskie Medvedi | 1                   |                        |                        |                  |  |  |              |              |  |  |        |        |
|  | Reaktor             | Kouznetskie Medvedi | 1                   | 3                      |                        |                  |  |  |              |              |  |  |        |        |
|  | Reaktor             |                     |                     | 3                      |                        |                  |  |  |              |              |  |  |        |        |
|  | Cherif              | 0                   |                     |                        |                        |                  |  |  |              |              |  |  |        |        |
|  | Cherif              | 0                   | Reaktor             | 1                      |                        |                  |  |  |              |              |  |  |        |        |
|  |                     |                     | Reaktor             | 1                      |                        |                  |  |  |              |              |  |  |        |        |
|  |                     | Kouznetskie Medvedi | 3                   |                        |                        |                  |  |  |              |              |  |  |        |        |
|  | SKA-1976            | Kouznetskie Medvedi | 3                   | 2                      |                        |                  |  |  |              |              |  |  |        |        |
|  | SKA-1976            |                     |                     | 2                      |                        |                  |  |  |              |              |  |  |        |        |
|  | Omskie Iastreby     | 3                   |                     |                        |                        |                  |  |  |              |              |  |  |        |        |
|  | Omskie Iastreby     | 3                   | Kouznetskie Medvedi | 3                      |                        |                  |  |  |              |              |  |  |        |        |
|  |                     |                     | Kouznetskie Medvedi | 3                      |                        |                  |  |  |              |              |  |  |        |        |
|  |                     | Tolpar              | 2                   |                        |                        |                  |  |  |              |              |  |  |        |        |
|  | Tolpar              | Tolpar              | 2                   | 3                      |                        |                  |  |  |              |              |  |  |        |        |
|  | Tolpar              |                     |                     | 3                      |                        |                  |  |  |              |              |  |  |        |        |
|  | Almaz               | 0                   |                     | Match pour la 3e place | Match pour la 3e place |                  |  |  |              |              |  |  |        |        |
|  | Almaz               | 0                   | Omskie Iastreby     | Match pour la 3e place | Match pour la 3e place | 0                |  |  |              |              |  |  |        |        |
|  |                     |                     | Omskie Iastreby     |                        |                        | 0                |  |  |              |              |  |  |        |        |
|  |                     | Tolpar              | 3                   |                        |                        |                  |  |  |              |              |  |  |        |        |
|  | MHK Krylia Sovetov  | Tolpar              | 3                   | 1                      | Tolpar                 | 2                |  |  |              |              |  |  |        |        |
|  | MHK Krylia Sovetov  |                     |                     | 1                      | Tolpar                 | 2                |  |  |              |              |  |  |        |        |
|  | Kouznetskie Medvedi | 3                   |                     | Belye Medvedi          | 0                      |                  |  |  |              |              |  |  |        |        |
|  | Kouznetskie Medvedi | 3                   |                     | Belye Medvedi          | 0                      |                  |  |  |              |              |  |  |        |        |

### Meneurs
| Paramètre évalué | Vainqueur                              | Deuxième                               | Troisième                                    |
| Points           | 21, Maksim Kitsyne Kouznetskie Medvedi | 19, Dmitri Orlov Kouznetskie Medvedi   | 17, Denis Goloubev, Stanislav Botcharov Bars |
| Buts             | 9, Dmitri Orlov Kouznetskie Medvedi    | 9, Maksim Kitsyne Kouznetskie Medvedi  | 7, Denis Goloubev Bars                       |
| Assistances      | 12, Stanislav Botcharov Bars           | 12, Maksim Kitsyne Kouznetskie Medvedi | 10, Denis Goloubev Bars                      |
| +/-              | 12, Anton Pekhtine Kouznetskie Medvedi | 10, Andreï Popov Belye Medvedi         | 10, Stepan Jdanov Kouznetskie Medvedi        |
| Pénalités        | 51, Iegor Douguine Belye Medvedi       | 47, Iegor Tsyganov Kouznetskie Medvedi | 42, Maksim Kitsyne Kouznetskie Medvedi       |
| MOY              | 0,84, Nikita Starikov SKA-1946         | 1,88, Edouard Reïzvikh Omskie Iastreby | 2,06, Rafael Khakimov Tolpar                 |
| ARR%             | 96,8, Nikita Starikov SKA-1946         | 94,3, Edouard Reïzvikh Omskie Iastreby | 92,9, Sergueï Bobrovski Kouznetskie Medvedi  |
| ---------------- | -------------------------------------- | -------------------------------------- | -------------------------------------------- |

### Vainqueurs de la Coupe Kharlamov
| Vainqueurs Coupe Kharlamov Stalnye Lissy | Gardiens : Dmitri Volochine, Igor Bobkov, Nikolaï Pavlov Défenseurs : Iaroslav Khabarov, Sergueï Terechtchenko, Mikhaïl Tchourliaïev, Viktor Antipine, Viktor Postnikov, Alekseï Ichmametiev, Ivan Gavrilenko, Mikhaïl Dynkov Attaquants : Stepan Filonov, Bogdan Potekhine, Pavel Zdounov, Kirill Lebedev, Vadim Iermolaïev, Vladimir Malinovski, Maksim Mamine, Konstantin Sokolov, Anton Vassine, Dmitri Sokolov, Ivan Koutchine, Ievgueni Grigorenko, Ievgueni Chtchankine, Daniil Apalkov, Ievgueni Soloviov, Kirill Bannikov, Artiom Nekerov, Entraîneur : Ievgueni Korechkov |

### Match des étoiles
Le Match des étoiles oppose une sélection de joueurs de la conférence Ouest à une sélection de joueurs de la conférence Est le 6 février 2010. Au palais de glace de Saint-Pétersbourg, l'Ouest l'emporte 6-4 et décroche la Coupe Byzov.

#### Titulaires
Ils sont élus par le vote des supporteurs.
Conférence Ouest
|   | Numéro | Joueur             | Nationalité | Équipe           |
| - | ------ | ------------------ | ----------- | ---------------- |
| G | 35     | Ievgueni Ivannikov | Russie      | SKA-1946         |
| D | 2      | Aleksandr Makarov  | Russie      | Rousskie Vitiazi |
| D | 55     | Alekseï Martchenko | Russie      | Krasnaïa Armia   |
| A | 89     | Dmitri Louguine    | Russie      | MHK Dinamo       |
| A | 61     | Roman Vassiliev    | Russie      | MHK Dinamo       |
| A | 36     | Artiom Garifouline | Russie      | Loko             |

Conférence Est
|   | Numéro | Joueur                    | Nationalité | Équipe        |
| - | ------ | ------------------------- | ----------- | ------------- |
| G | 32     | Vladimir Sokhatski        | Russie      | Tolpar        |
| D | 5      | Mikhaïl Grigoriev         | Russie      | Tolpar        |
| D | 52     | Sergueï Terechtchenko (C) | Russie      | Stalnye Lissy |
| A | 42     | Pavel Zdounov             | Russie      | Stalnye Lissy |
| A | 98     | Fiodor Malykhine          | Russie      | Avto          |
| A | 79     | Aïrat Ziazov              | Russie      | Reaktor       |

#### Autres joueurs sélectionnés
| Numéro                | Nom                    | Équipe               | Poste |
| --------------------- | ---------------------- | -------------------- | ----- |
| 30                    | Aleksandr Skrynnik     | Loko                 | G     |
| 4                     | Nikolaï Loukiantchikov | MHK Spartak          | D     |
| 37                    | Maksim Kolesnik        | Atlanty Mytichinskie | D     |
| 47                    | Denis Fedossov         | Cherif               | D     |
| 67                    | Ievgueni Kounaïev      | Tchaïka              | D     |
| 81                    | Iouri Ourytchev        | Loko                 | D     |
| 86                    | Dmitri Gromov          | Almaz                | D     |
| 16                    | Ivan Ivanov (C)        | Krylia Sovetov       | A     |
| 19                    | Artiom Voronine        | MHK Spartak          | A     |
| 22                    | Aleksandr Fedosseïev   | Krasnaïa Armia       | A     |
| 49                    | Edouard Baklanov       | Almaz                | A     |
| 51                    | Vladimir Zavarzine     | Fenix                | A     |
| 87                    | Iaroslav Gorbatchenko  | SKA-1946             | A     |
| 90                    | Stanislav Levine       | Rousskie Vitiazi     | A     |
| 91                    | Nikita Totchitski      | SKA-1946             | A     |
| 97                    | Nikita Goussev         | Krasnaïa Armia       | A     |
|                       |                        |                      |       |
| Andreï Parfenov       | Andreï Parfenov        | Krasnaïa Armia       | E     |
| Sergueï Ivanov        | Sergueï Ivanov         | Almaz                | E     |
| Aleksandr Savtchenkov | Aleksandr Savtchenkov  | Krylia Sovetov       | E     |

| Numéro            | Nom                    | Équipe              | Poste |
| ----------------- | ---------------------- | ------------------- | ----- |
| 77                | Emil Garipov           | Bars                | G     |
| 15                | Maksim Berezine        | Reaktor             | D     |
| 24                | Zakhar Arzamastsev     | Kouznetskie Medvedi | D     |
| 35                | Konstantin Botchkariov | Ladia               | D     |
| 43                | Maksim Ignatovitch     | Sibirskie Snaïpery  | D     |
| 55                | Vitali Kropatchiov     | Belye Medvedi       | D     |
| 90                | Nikita Manoukhov       | Avto                | D     |
| 7                 | Vladimir Malinovski    | Stalnye Lissy       | A     |
| 18                | Stanislav Botcharov    | Bars                | A     |
| 40                | Sergueï Kalinine       | Omskie Iastreby     | A     |
| 51                | Iegor Doubrovski       | Tolpar              | A     |
| 87                | Danil Kaskov           | Avto                | A     |
| 88                | Iaroslav Alchevski     | Reaktor             | A     |
| 91                | Kirill Lebedev         | Stalnye Lissy       | A     |
| 97                | Vitali Kamenev         | Tolpar              | A     |
| 99                | Stanislav Alchevski    | Reaktor             | A     |
|                   |                        |                     |       |
| Aleksandr Semak   | Aleksandr Semak        | Tolpar              | E     |
| Ievgueni Moukhine | Ievgueni Moukhine      | Avto                | E     |
| Aleksandr Sokolov | Aleksandr Sokolov      | Reaktor             | E     |

#### Résultat
| 6 février 2010 | Équipe Ouest | 6-4 (1-1, 2-2, 3-1) | Équipe Est | Palais de glace Saint-Pétersbourg |

| Feuille de match   | Feuille de match | Feuille de match | Feuille de match                                                                                           | Feuille de match |
| ------------------ | --- | ---------------- | --- | ---------------- |
|                    | 4 min 46 s, Fedosseïev 36 min 30 s, Baklanov (Levine) 36 min 52 s, Fedosseïev (Ianov) 44 min 16 s, Garifouline 49 min 34 s, Baklanov (Zavarzine) 55 min 57 s, Baklanov (Zavarzine, Levine) |                  | 12 min 56 s, Lebedev 21 min 05 s, Ziazov 37 min 34 s, I. Alchevski (S. Alchevski) 52 min 34 s, Arzamastsev |                  |
| Ivannikov Skrynnik | Gardiens | Sokatski Garipov | |                  |
|                    | |                  | |                  |
|                    | |                  | |                  |

## Trophées et honneurs personnels
- Trophée Viatcheslav Fetissov du meilleur défenseur : Sergueï Terechtchenko (Stalnye Lissy).
- Trophée Vladislav Tretiak du meilleur gardien de but : Dmitri Volochine (Stalnye Lissy).
- Trophée Boris Maïorov du meilleur buteur : Fiodor Malykhine (Avto).
- Trophée Boris Mikhaïlov du meilleur pointeur : Aïrat Ziazov (Reaktor).
- Trophée Vitali Davydov du meilleur joueur des séries éliminatoires : Dmitri Orlov (Kouznetskie Medvedi).
- Trophée Vladimir Iourzinov du meilleur entraîneur : Ievgueni Korechkov (Stalnye Lissy).